# Vandaler
Uppslagsordet ”Vandal” leder hit. För andra betydelser, se Vandal (olika betydelser). För personer som vandaliserar, se Vandalism.

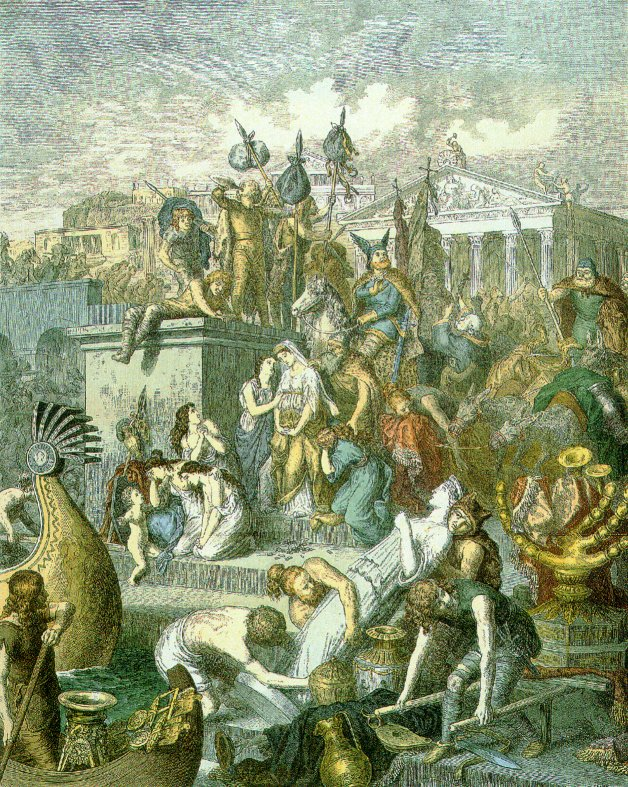
Vandaler plundrar Rom; målning av Heinrich Leutemann.

Vandalerna var ett germanskt folk under folkvandringstiden. De inträngde i början på 400-talet i Gallien, besatte mellan 409 och 429 större delen av Iberiska halvön och grundade 429 till 439 under kung Geiserik ett rike i norra Afrika. De behärskade västra Medelhavet och plundrade Rom år 455. Vandalriket gick under mellan 533 och 534 och lades under Östrom.

## Ursprung
Vandalerna omnämns tidigt av den romerska historikern Tacitus. De tycks då vid tiden för Kristi födelse ha levt i de sydvästra delarna av nuvarande Polen, kring floden Oder i Schlesien, och på den tiden nämns de även som lugier eller lygier. Vid denna tid lyckades dock markomannerhövdingen Marbod att förena de flesta germanstammarna norr om Donau i en germanunion, vilken dock upplöses efter förluster mot romarna och interna krig. Senare omnämns de även i sydligare och västligare trakter längs Romarrikets Donau-gräns, såsom nuvarande Ungern, Sydtyskland och Österrike. Förmodligen var det goterna som vid mitten av 100-talet e.Kr. kört bort dem från deras tidigare boplatser. Vid denna tid hade de delat upp sig i asdinger (väst) och silinger (öst). De tryckte då på markomanner och quader, som i sin tur gav upphov till markomannerkriget mot romarna år 169 e.Kr. Vandalerna anföll romarna vid mellersta Donau cirka 270 e.Kr. men blev besegrade av kejsar Aurelianus. De tvingades då lämna en hel del folk till tjänstgöring som legosoldater, medan huvudstyrkan av asdingerna fick återvända till sina hem i nuvarande Ungern och Slovakien. Vid mitten av 300-talet e.Kr. ryckte de in i Noricum men slogs tillbaka. När sedan hunnerna invaderade östra Europa så bröt även vandalerna upp från sina gamla boplatser och fldde västerut. Eftersom trakterna öster om Rhen redan var överbefolkade av germaner, så utbröt kaos.
Likheter i namnen har föranlett tro på att vandalernas ursprung skulle stå att finna i bland annat Vendel i Sverige och Vendsyssel på Jylland i Danmark. Dessa teorier kan varken styrkas eller helt förkastas. Dock anger även vandalernas egen historia att deras urhem låg i Skandinavien.[källa behövs]

## Intåget i Gallien
Under år 406 försökte vandalerna (slilingerna) tillsammans med skaror ur folkgrupperna alaner och sveber ta sig över Rhen. För att göra detta måste de kämpa mot frankerna som var Romarrikets foederati i norra Gallien. Samtidigt pågick strider mellan Romarrikets trupper och visigoterna i Donaus dalgång vid nuvarande Bayern där vandalerna var inblandade. Försvaret mot visigoterna sköttes av den vandalättade romerske generalen Stilicho (340–408).
Till slut segrade vandalalliansen över frankerna i väster. I striderna föll vandalernas ledare Godigisel och efterträddes av sin son Gunderik. De gick över Rhen och förflyttade sig under de följande tre åren genom Gallien ner till den Iberiska halvön (det romerska Hispania). Förflyttningen genom Gallien kan ha varit ett plundringståg hela tiden inriktat på nya oplundrade områden.
De är vid denna tid fortfarande att betrakta så som en germansk plundrande nomadstam utan politisk tyngd. Om några större grupper av vandaler stannade kvar i Germanien är osäkert.

## Bosättning på Iberiska halvön
Under år 409 tog vandalalliansen sig över den Iberiska halvön och bosatte sig på skilda platser i västra och södra delarna; i provinsen Galicien i nordväst slog sig sveberna och delar av vandalerna ner; i provinsen Lusitania söder om Galicien bosatte sig alanerna; på landsbygden i den sydligaste provinsen Baetica (nuvarande Andalusien, vars nutida namn antas härledas till vandalernas namn) slog sig övriga vandaler ner.
Under början av 410-talet hade ytterligare ett folk, visigoterna, bosatt sig på den Iberiska halvön. Visigoterna hade slagit sig genom Italien och nått fram till östra delen av Iberiska halvön och södra Gallien. Krig utbröt år 416 varvid vandalerna fördrevs från Baetica och alanerna från Lusitania. De samlades 418 i Galicien och enades där under kung Gunderik. Visigoterna drog sig tillbaka till södra Gallien där de erhöll ett eget område att bosätta sig i permanent som romerska foederati.
Osämja med sveberna ledde till att vandalerna och alanerna under Gunderik begav sig till Baetica kring år 421. Vandalerna vann sedan flera segrar mot romerska och visigotiska trupper och kunde leva vidare i södra delen av Iberiska halvön, framförallt i Baetica och i Cartagena. Efter dessa segrar noteras att vandalerna börjat använda sig av en flotta. Gunderik intar även de Baleariska öarna och de skatter som folket från Iberien fört över dit. Även städerna Sevilla och Carthagena föll i hans våld innan han dog år 425 e.Kr.

## Geiserik och riket i Nordafrika

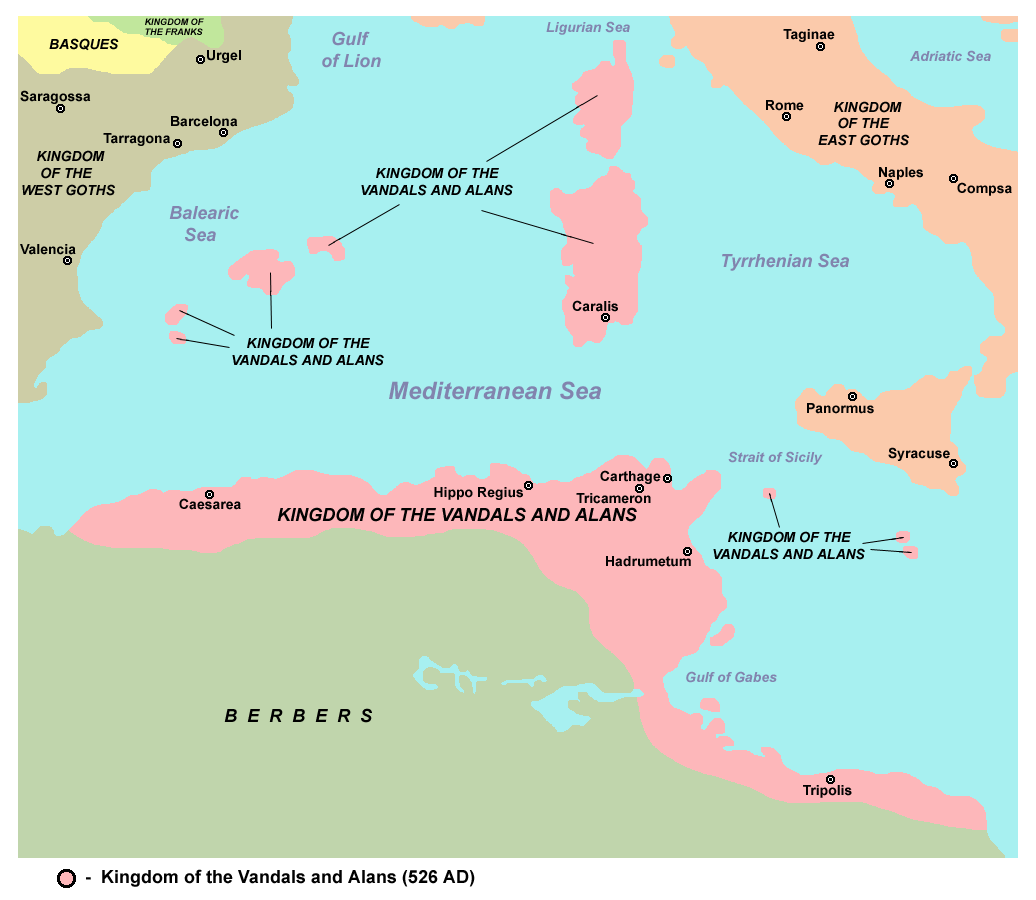

I skiftet mellan år 427 och 428 efterträdde Geiserik sin mördade halvbror Gunderik som kung över vandaler och alaner. År 429 tog sig Geiserik till Nordafrika för att där grunda ett rike som kom att bestå av Karthago, Sicilien, Sardinien, Korsika och Balearerna. Att vandalerna lyckades med detta beror inte bara på stor stridskonst och kung Geiseriks organisationsförmåga, utan till stor del på den dåvarande krisen inom Roms administration och dess tillfälliga defensiva krigföring.
Vandalriket blev en stormakt vid Medelhavet vars härskare började kasta sina blickar på Italien. Öster- och Västerlandet förenade sig till ett gemensamt krigsföretag och hotade Karthago med en stark flotta, men den överfölls av tillintetgjordes av Geiserik.
I spetsen för den nya staten stod kungen, i vars hand all makt var samlad genom föreningen av det germanska härkonungadömet med romersk imperatorsmyndighet. Den tidigare inflytelserika bördsadelns makt hade brutits av Geiserik, och förvaltningen, rättskipningen och ledningen av hären var överlämnade åt en ämbetsadel hämtad ur de frias klass. I övrigt var den romerska förvaltningen bibehållen, till och med post- och kurirväsendet. För att göra regeringsmakten oinskränkt berövade Geiserik folket rätten att medverka vid tronföljarval. Han bestämde att kronan alltid skulle övergå på härskarhusets äldste medlem.
Under en lång tid var vandalstaten den rikaste och starkaste av de nya germanska statsbildningarna. Vandalerna gjorde sig förtrogna med provinsborna och deras kultur. Dessa var i allmänhet tillfreds med en regering som erbjöd dem lugn och välstånd utan att förtrycka dem.

### Vandalerna i Rom
När kung Geiserik lade till med sin flotta vid Tiberns mynning år 455 var det inte som barbarisk erövrare; detta var en politisk offensiv i ett redan förvirrat och degenererat sönderfallande Rom. Hans närvaro ledde till viss panik, men inte i den utsträckning som senare påståtts. Påven Leo I lär ha mött Geiserik och avkrävt honom löftet att hålla sina soldater under kontroll. Geiserik förbjöd således all typ av våldtäkt, men tillät förvisso plundring vilken ingick i den dåtida "krigsrätten". Vandalerna var vid denna tid också kristnade (arianer) och alltså mindre "vildar" än hunnerna. Under 14 dagar plundrades Rom systematiskt men oblodigt och under kontroll. När Geiseriks flotta lämnade Rom var den tyngd av dyrbara skatter, och medhavde en gisslan bestående av den kejserliga änkan Licinia Eudoxia, hennes döttrar Eudicia och Placidia, flera förnäma adelsmän samt några tusen utbildade hantverkare.

## Vandalrikets fall

### Från 468 till slutet av imperiet
År 468 anfölls vandalernas kungarike av en stor  militär operation där det Västromerska riket under Anthemius och det Östromerska riket under Leo I, men de lyckades inte besegra vandalerna. Genseric lyckades sätta eld på den stora romerska flottan. Ett annat romerskt fälttåg misslyckats år 470. När Geiserik började åldras minskade vandalernas styrka hastigt.  År 474 slöts den så kallade eviga freden med det östromerska riket, och även med Odovakar i det västromerska riket träffades en överenskommelse. Freden garanterade Genserics  familj besittningen av provinsen Afrika och öarna i Medelhavet.Kort därefter, i januari 477, dog Geiserich vid hög ålder. Vandalerna försvagades efter Genserics död och kunde snart inte längre kontrollera sina besittningar på ett effektivt sätt. Vandalerna var arianer, men majoriteten av den romerska befolkningen förblev nicenska bekännare. Det förekom en massiv förföljelse av katolikerna, särskilt under Hunerik (483/84). En viktig källa för förföljelserna är Victor von Vitas, visserligen tendentiösa verk. Vandalernas religiösa politik var mycket mindre tolerant än östgoternas, som också var arianer. Detta orsakade att de blev avskydda och föraktade av romarna.
Efter Geiseriks död kom hans äldste son Hunerik (477–484) på tronen. Han var våldsam natur som häftigt stötte ihop med katolikerna. Efter dessa skakningar övertogs regeringen av Gunthamund och sedan av Trasamund (496–523), som ännu en gång höjde riket genom anslutning till östgoterna. Han gifte sig med Theoderiks syster. Då Trasamund dog övertogs regeringen av Hilderik, Huneriks son (523–530). De goter som var bosatta i landet tvingades nu ta sin tillflykt till morerna och blev besegrade vid Capsa, katolikerna fick full trosfrihet och alltjämt gick sändebud från och till Konstantinopel. På detta sätt skapade ett missnöje som samlade sig omkring Gelimer, en ättling till Geiserik som avsatte Hilderik och i hans ställe besteg tronen (530–534). Dessa dynastiska tvister om successionen av härskare splittrade vandalerna. Vandalerna var också tvungna att försvara sig mot de allt våldsammare attackerna från berberna, som snabbt tog kontroll över bergsområdet under Masties. Bergen var inte befolkat av de germanska krigarna. Vanderna utgjorde kanske bara två eller tre procent av befolkningen. Deras egendomar var koncentrerade till regionen Karthago och Hippo Regius. De anammade också de romerska godsägarnas livsstil. Det är  tveksamt om anklagelsen om vandalernas massiva dekadens som framförts av senantika källor är sann – de var trots allt tvungna att ständigt försvara sig mot attacker utifrån.
Slutet kom först när Östrom tog trontvister inom vandalriket som en möjlighet för en ny militär expedition: åtminstone enligt romarna hade fördraget från 474 endast gällt Genseric och hans rättmätiga efterträdare. När usurpatorn Gelimer illegalt besteg tronen år 530 försämrades relationerna mellan Karthago och Konstantinopel. År 533/534 erövrade östromerska trupper under kejsar Justinianus I:s befäl Belisarius Vandalernas rike. Vandalriket förintades då Belisarius besegrade dem i Nordafrika i vad som ibland kallas Vandalkriget år 533–544 som resultat av kejsar Justinianus I vilja att åter expandera det östromerska riket västerut. Karthagos murar var vid tiden för attacken förfallna. Belisarius fick hjälp av det faktum att vandalernas huvudarmé var på Sardinien och slog ner ett uppror. Således var antalet vandalkrigare för litet för att kunna hantera de två tunga nederlagen  i slaget vid Ad Decimum, slaget vid Tricamarum som Belisarius tillfogade dem med tur och skicklighet. Ad decimum, det vill säga vid den tionde milstenen från Karthago, utkämpades striden, som slutade med Gelimers fullständiga nederlag. Belisarius tågade sedan utan motstånd in i Karthago. Så småningom ryckte vandalerna åter upp sig och gick mot fienden för andra gången. De dukade dock under för anfallarna, som erövrade vandalernas läger med dess omätliga skatter. Gelimer flydde till en marockansk bergsstad. Där belägrades han av en herulisk härförare, medan Belisarius lade under sig det vidsträckta riket och överallt införde det bysantinska regerings- och skatteväsendet. Herulerna inledde underhandlingar med Gelimer, som till slut gav upp och överlämnade sig åt Belisarius. Efter att vandalernas sista kung på detta sätt tillfångatagits gick de överlevande vandalerna snart upp i den inhemska befolkningen. Gelimer fördes till Konstantinopel och var tvungen att underkasta sig kejsaren som en del av triumftåget, men tillbringade sina sista levnadsår bekvämt på en lantegendom i Galatien. Ett stort antal vandaliska krigsfångar fördes till Konstantinopel sommaren 534 och användes senare av det östromerska riket i de persiska krigen. Nordafrika återintegrerades i det romerska riket. Det sista väpnade vandalmotståndet under Guntarith dog ut år 546.  Från och med då förekommer inte längre vandaler i källorna. De flesta av resterna av den lilla germanska civilbefolkningen deporterades troligen österut, medan flera vandaler tjänstgjorde i den kejserliga armén.

## Kungar
Vandalrikets kungar 406-533:
- 406–428 Gunderik
- 428–477 Geiserik (Geiserich)
- 477–488 Hunerik (Hunerich, Honorik)
- 484–496 Gunthamund (Gundamund)
- 496–523 Trasamund (Thrasamund)
- 523–530 Hilderik (Childerich)
- 530–533 Gelimer

## Vandalism
På grund av vandalernas påstådda grymhet och förstörelseiver vid Roms plundring används ibland ordet vandaler om personer som ägnar sig åt skadegörelse eller annan okynnesbrottslighet, vilket kallas vandalism. Att vandalerna skulle varit mer brutala och inriktade på att förstöra än andra, är dock ett historiskt missförstånd, som till stor del måste läggas Voltaire och abbé Henri Grégoire till last.
Plundringen av Rom var knappast den värsta man känner till från historien. Rom lämnades förvisso uttunnat, men inte bränt, härjat och förstört, men Voltaires försök att framställa vandalerna som blinda förstörare genom myntningen av ordet "vandaler" har slagit rot och blivit ett begrepp i nutidens flora av ord som egentligen saknar saklig grund. Abbé Henri Grégoire skall 1794 ha myntat ordet "vandalism".